# Adolf Vorbuchner
Adolf Vorbuchner (n. 23 martie 1890, Arad, Austro-Ungaria – d. 10 septembrie 1938, Viena, Germania Nazistă) a fost un ierarh romano-catolic, episcop titular de Tinum și episcop coadjutor de Alba Iulia din 7 iunie 1936 și apoi episcop al Diecezei de Alba Iulia între 28 mai și 10 septembrie 1938.

## Primii ani
S-a născut la Arad în anul 1891, în familia unui militar originar din Austria. După ce a făcut studiile secundare la Alba Iulia, și-a luat licența în teologie ca absolvent al Universității din Fribourg (Elveția) și a devenit preot în anul 1914, la 21 septembrie. A profesat mai întâi ca prefect al unui orfelinat și apoi ca preot militar în Primul Război Mondial. A fost încadrat ulterior în Divizia Secuiască.
După război a fost timp de un deceniu capelan la Brașov și ulterior preot paroh și protopop la Sibiu, iar la 18 aprilie 1936 a fost numit episcop coadjutor de Alba Iulia și episcop titular de Tinum.

## Episcop de Alba Iulia
Conform preotului Nicolae Brânzeu, Adolf Vorbuchner făcea parte din garnitura a doua a celor care făceau politică națională-maghiară, acestora din a doua linie fiindu-le însă impus să fie loiali și să nu se expună din punct de vedere politic. Brânzeu a afirmat că numirea sa ca episcop coadjutor de Alba Iulia s-a făcut cu dificultate, datorită faptului că Vorbuchner era fiul spiritual al episcopului Gusztáv Károly Majláth și fusese propus de acesta ca succesor, iar Alexandru Cisar, arhiepiscop al Arhidiecezei de București, nu dorea ca în scaunul episcopal de la Alba Iulia să ajungă cineva propus de Majláth.
Pentru a sprijini această numire, însuși Gyula Gömbös s-a deplasat la Roma. Având sprijin din partea Sfântului Scaun, într-un context în care Cisar fusese denunțat la Roma pentru proastă administrare, Vorbuchner a primit ca atare sprijinul nunțiului apostolic de la București, care a obținut acordul lui Alexandru I. Lapedatu pentru numirea sa. La 18 aprilie 1936 a fost numit astfel episcop coadjutor „cum jure successionis” și a fost în consecință sfințit ca episcop la 7 iunie 1936. Episcopul principal consacrator a fost arhiepiscopul Alexandru Cisar al Arhidiecezei de București, care a fost asistat de episcopii István Fiedler al Diecezei de Oradea Mare-Satu Mare și Augustin Pacha al Diecezei de Timișoara.
Pentru a lupta împotriva tendinței greco-catolicilor maghiarizați de a trece la protestantism, a solicitat în 1937, asemenea predecesorului său, permisiunea Sfântului Scaun în ceea ce privește admiterea celor care doreau să revină în sânul Bisericii Catolice, fără a mai fi nevoie de acordul mitropolitului de la Blaj. Adresându-se cu acest scop în 1937 Congregației pentru Bisericile Orientale, a fost refuzat de către aceasta într-o manieră care s-a presupus a fi corectă din punct de vedere politic.
Adolf Vorbuchner i-a succedat lui Gusztáv Károly Majláth ca episcop al Diecezei de Alba Iulia la 28 mai 1938, când Majláth s-a retras din funcția de episcop.
A decedat la 10 septembrie 1938, într-un spital din Viena, fiind succedat în scaunul episcopal de la Alba Iulia de Áron Márton.

## Omul
Conform caracterizării făcute de Brânzeu, Vorbuchner era obez (avea o greutate de 120 kg), foarte comod și nu era un om rău. Ca preot militar și-a atras simpatia celorlalți. A fost un om harnic, fără a atrage atenția, și a avut o fire blândă, fiind însă circumspect. A fost un scriitor talentat și un bun orator, care s-a implicat în favoarea celor săraci și defavorizați.